# Algemene verkiezingen in Liberia (1879)

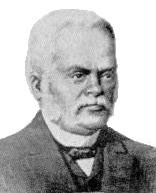
President Anthony William Gardiner.

De algemene verkiezingen in Liberia van 1879 werden in mei van dat jaar gehouden en gewonnen door zittend president Anthony W. Gardiner van de True Whig Party.
| Uitgebrachte stemmen |
| 2.421                |
| Bron: Abbasiattai    |

## Bron
- (en)  African Elections Database: 1869 Liberia Presidential Election